# Krisna nigromarginata
Krisna nigromarginata är en insektsart som beskrevs av Cai och Shen 1997. Krisna nigromarginata ingår i släktet Krisna och familjen dvärgstritar. Inga underarter finns listade i Catalogue of Life.